# Zalesie (Włoszczowa)
Pour les articles homonymes, voir Zalesie.
Zalesie est une localité polonaise de la gmina de Kluczewsko, située dans le powiat de Włoszczowa en voïvodie de Sainte-Croix.